# Karel Lievens
Karel Lievens (Beveren, 14 augustus 1921 – Roeselare, 2 februari 1999) was een Belgisch historicus. Hij was onderwijzer in de ‘Gesubsidieerde Vrije Lagere Jongensschool’ (Nu ‘De Bever’) in Beveren (Roeselare).

## Levensloop
Het feit dat Karel Lievens op 10-jarige leeftijd reeds zijn vader-kostwinner verloor, was tekenend voor zijn verdere levensloop. Als wees werd hij in augustus 1933 opgevangen bij de Congregatie van de Broeders Van Dale in Kortrijk. Als bekwame leerling kreeg hij studiemogelijkheden aangeboden met achterliggend doel: een geestelijke roeping.
Dit laatste leek hem later in zijn groei naar volwassenheid niet meer evident. De financiële steun viel weg en leidde tot een verder gehavend studietraject. Zijn onderwijzersstudie in Torhout werd tijdelijk opgeschort.
Uiteindelijk behaalde hij op 28 juni 1941 het diploma van onderwijzer aan de Bisschoppelijke Normaalschool van Sint-Niklaas. Hij werd op 31 augustus 1941 benoemd in de aangenomen Vrije Lagere Jongensschool van Beveren (Roeselare), waar hij onderwijzer was tot aan zijn pensionering op 30 juni 1985.
In zijn vrije tijd was hij een stipt lokaal verslaggever bij Het Wekelijks Nieuws, De Weekbode en in mindere mate voor Het Volk (Belgische krant)  en Het Nieuwsblad.

## Heemkunde
Heemkunde was zijn passie. Zijn publicaties vaak op verzoek met als thema’s geografisch beperkt tot Beveren, bevatten over het algemeen weinig bronvermelding.
Informatie sprokkelde hij in zijn eigen leefomgeving via getuigenissen. Dit typisch nieuwsgaren en naar waarheid toetsen paste hij eerder toe voor zijn journalistieke bijdragen.

## Publicaties
- Van toponymie tot een stukje lokale geschiedenis van Beveren (voordracht voor Davidsfonds 25/11/1991)
- Honderd jaar Vrije Lagere Jongensschool te Beveren-Roeselare 1879-1979 (uitgegeven maart 1980)
- 20 jaar Sint-Jozefsgilde Roeselare Beveren tot 1976 (gestencilde uitgave, z.j.)
- Een halve eeuw ACV Beveren 1926-1976 (Roeselare, 1976, niet gepagineerde brochure)
- Bijdragen aan het boek ‘Beveren-Roeselare tijdens de Tweede Wereldoorlog’ (uitgave door Gabriël Verbeke)
- Medewerking aan tentoonstelling W.O. I en W.O. II op 19, 20 & 21 mei 1990 in de Jongensschool te Beveren-Roeselare